# Всеволожський Володимир Всеволодович
Володимир Всеволодович Всеволожський  (нар. 1901, місто Вятка (тепер місто Кіров), Вятська губернія, Російська імперія) — розстріляний 2 грудня 1937) — український радянський діяч, голова (липень — вересень 1937) виконкому Донецької обласної ради депутатів трудящих. Кандидат у члени ЦК КП(б)У в червні — вересні 1937 р.

## Життєпис
Народився в родині статистика. Після розлучення батьків у 1909 році разом із матір'ю переїхав до міста Харкова. З 1910 по 1916 рік навчався в Харківській гімназії.
У травні 1916 — січні 1917 року — учень приватної майстерні виготовлення ручних гранат Брукка у місті Харкові. У січні 1917 — січні 1918 року — розсильний Харківської міської продовольчої управи.
У січні — квітні 1918 року — слухач кооперативних курсів у Харкові.
У грудні 1918 — квітні 1919 року — рядовий особливого загону в Харківській губернській надзвичайній комісії (ЧК). У квітні 1919 — січні 1921 року — в Червоній армії: рядовий бронепоїзду № 72. У серпні 1920 — січні 1921 року — курсант Вищих автоброньових курсів РСЧА.
Член РКП(б) з жовтня 1919 року.
У січні — травні 1921 року — інспектор Народного комісаріату робітничо-селянської інспекції Української СРР. У травні 1921 — березні 1922 року — інспектор Донецького губернського відділу робітничо-селянської інспекції Української СРР. У березні — липні 1922 року — в Червоній армії: політичний керівник 15-го автоброньового загону в Одесі.
У липні 1922 — січні 1923 року — інструктор Вовчанського повітового комітету КП(б)У Харківської губернії. У січні 1923 — січні 1924 року — інструктор, заступник завідувача організаційного відділу Куп'янського окружного комітету КП(б)У Харківської губернії. У січні 1924 — лютому 1925 року — інструктор, завідувач обліково-статистичного відділу Червонозаводського районного комітету КП(б)У міста Харкова.
У лютому 1925 — березні 1926 року — відповідальний секретар Раковського районного комітету КП(б)У Куп'янського округу. У березні 1926 — березні 1927 року — начальник Куп'янської окружної робітничо-селянської міліції, завідувач Куп'янського окружного адміністративного відділу.
У березні 1927 — січні 1929 року — завідувач адміністративного відділу Кам'янець-Подільського окружного виконкому. У січні 1929 — травні 1930 року — голова виконавчого комітету Дунаєвецької районної ради Кам'янець-Подільського округу. У травні — липні 1930 року — секретар виконавчого комітету Кам'янець-Подільської окружної ради. У липні — жовтні 1930 року — голова Кам'янець-Подільської спілки кооперативних сільськогосподарських товариств сіячів цукрового буряку.
У жовтні 1930 — січні 1931 року — відповідальний секретар Чорноострівського районного комітету КП(б)У. У січні — червні 1931 року — відповідальний секретар Піщанського районного комітету КП(б)У.
У червні 1931 — листопаді 1933 року — відповідальний секретар Сватівського районного комітету КП(б)У Донецької області. У листопаді 1933 — березні 1934 року — завідувач організаційного відділу, заступник відповідального секретаря Старобільського окружного комітету КП(б)У Донецької області.
У березні 1934 — березні 1936 року — 2-й секретар Старобільського окружного комітету КП(б)У Донецької області.
У березні 1936 — квітні 1937 року — 1-й секретар Костянтинівського міського комітету КП(б)У Донецької області. У квітні — травні 1937 року — завідувач сільськогосподарського відділу Донецького обласного комітету КП(б)У.
У травні — липні 1937 року — 1-й секретар Старобільського окружного комітету КП(б)У Донецької області.
У липні — 22 вересня 1937 року — голова виконавчого комітету Донецької обласної ради.
У вересні 1937 року заарештований органами НКВС. Засуджений до розстрілу, розстріляний. Посмертно реабілітований 1 червня 1957 року.